# Roinville (Eure-et-Loir)
Roinville é uma comuna francesa na região administrativa do Centro, no departamento Eure-et-Loir. Estende-se por uma área de 6,9 km². Em 2010 a comuna tinha 568 habitantes (densidade: 82,3 hab./km²).